# Chuquicamata

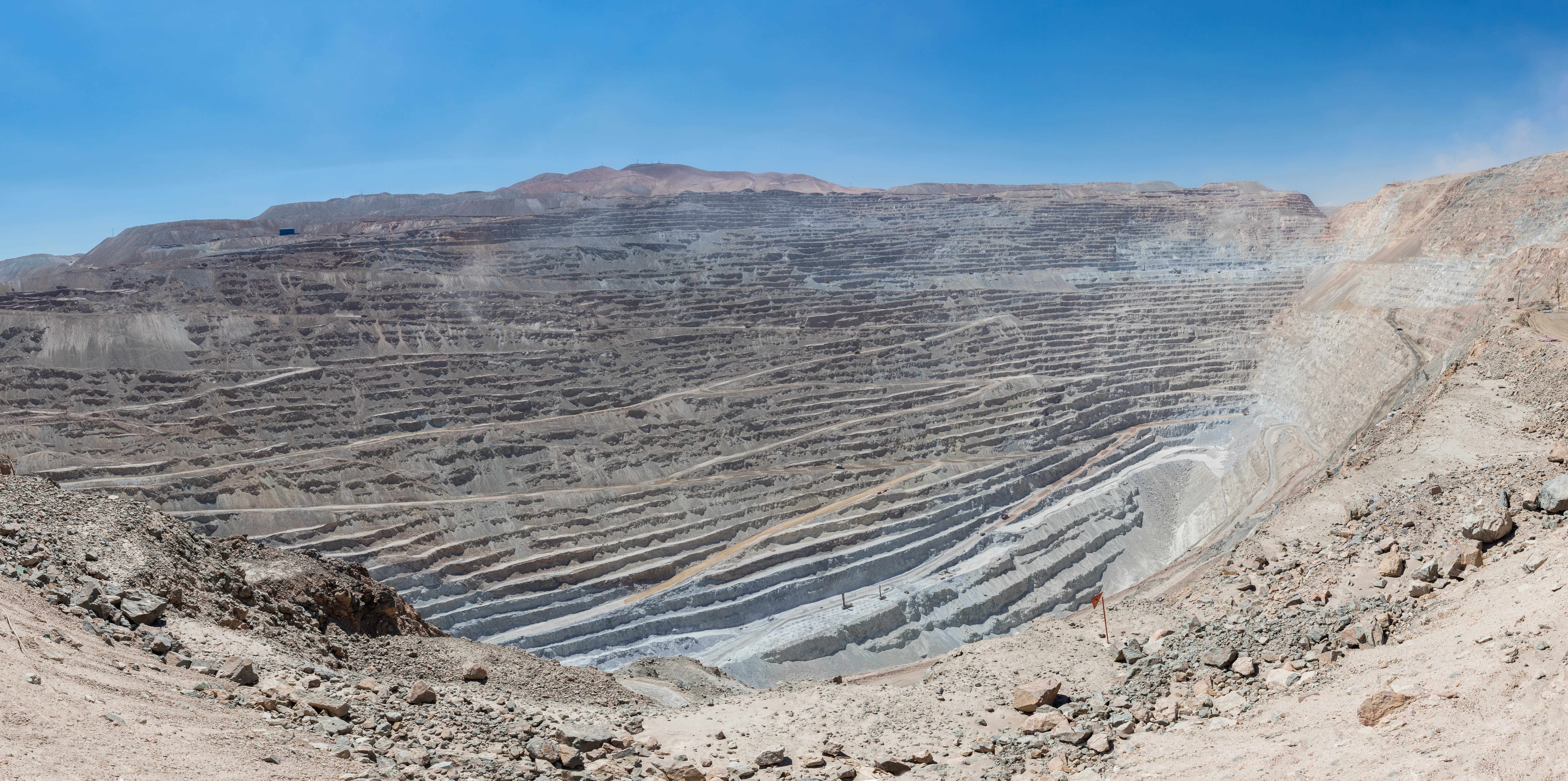
La miniera Chuquicamata

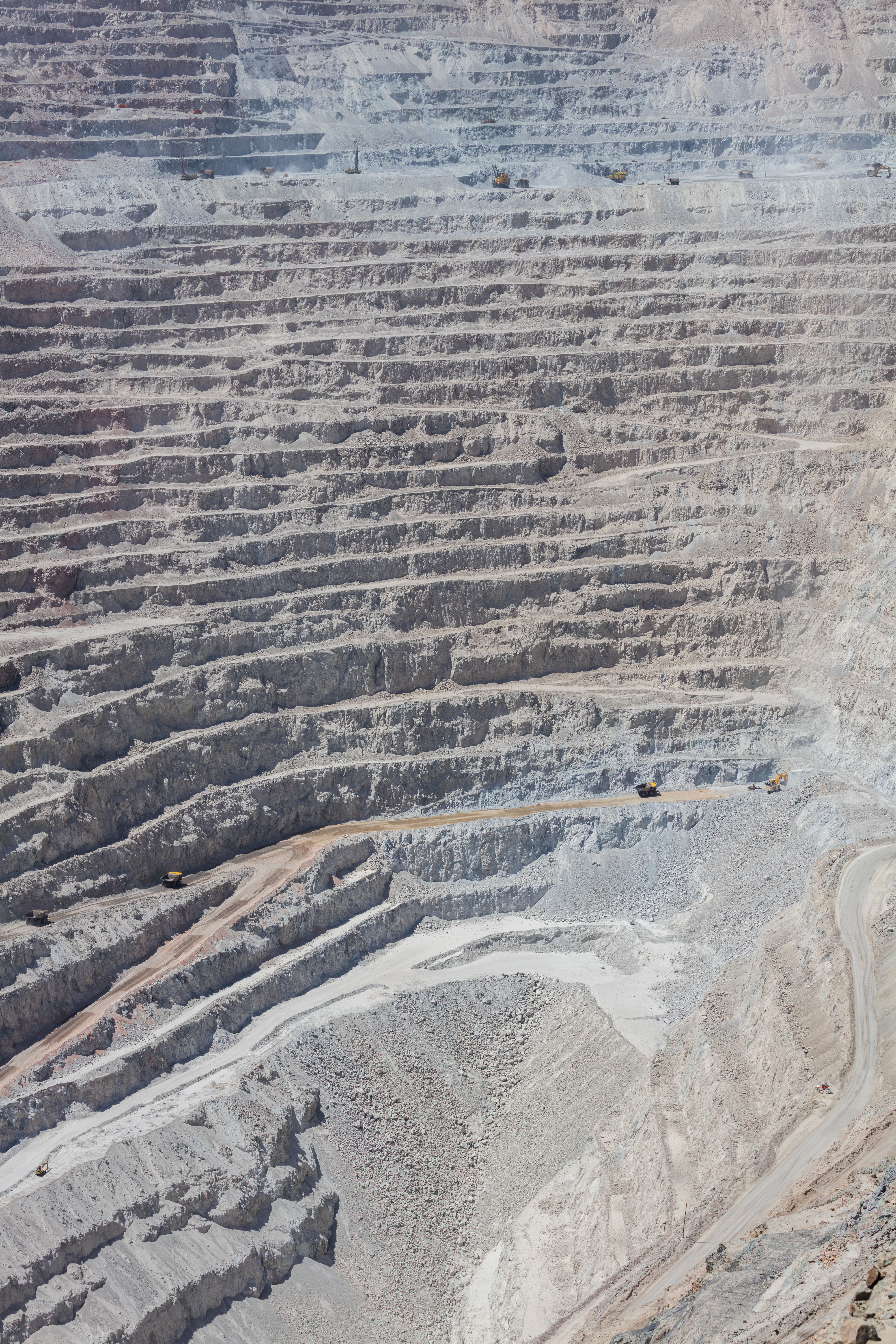
La miniera Chuquicamata

Chuquicamata, detta anche Chuqui, è la miniera di rame a cielo aperto più grande del mondo. Sita in Cile nella Regione di Antofagasta, a 15 km a nord di Calama e a 245 km a nord-est del capoluogo Antofagasta.
Di forma ellittica, è lunga 4,5 km e larga 2,5 km, ha una superficie di circa 800 ha e supera i 1000 m di profondità.
Nel 1879, a seguito della Guerra del Pacifico, questa regione passò in mano al Cile.
L'impresa statunitense Guggenheim Bros vi produsse la prima barra di rame il 18 maggio 1915 e successivamente cambiò vari nomi tra cui: Chile Copper Co., Anaconda Co. e Chilex Exploration Co. Verso la fine degli anni sessanta l'estrazione mineraria venne nazionalizzata.
Quando iniziò l'estrazione intensiva di rame nella regione arrivarono migliaia di minatori in cerca di opportunità.
La città di Chuquicamata, che era stata costruita nelle vicinanze, si sta inesorabilmente spopolando e morendo: la miniera, che continua ad allargarsi, sta raggiungendo la zona occupata dalle case. Per questo la Codelco, che dirige la miniera, sta costruendo nella periferia della città di Calama, nuove case per trasferire la popolazione costituita quasi ed esclusivamente da suoi lavoratori.
La miniera ha quasi esaurito la capacità produttiva come miniera a cielo aperto, tanto che nel 2012 sono iniziati i lavori di costruzione della miniera sotterranea. I tunnel principali di accesso e trasporto sono stati assegnati alla impresa italiana Astaldi.

## Nei media
La miniera di Chuquicamata compare nel film biografico su Che Guevara del 2004  I diari della motocicletta, nella scena in cui un giovane Che si scaglia contro l'uomo che sceglie i futuri minatori, accusandolo di non avere rispetto per la miseria di quelle persone.